# Українці Шанхая
Українці Шанхая — особи української національності або з українським громадянством, що проживають тимчасово чи постійно в Шанхаї, є частиною української діаспори Китаю. Для гуртування громади та збереження культурної спадщини сформовано організацію, яка взаємодіє з Генеральним консульством України у Шанхаї.

## Історія
Перші більш-менш значні групи українців в Шанхаї почали з'являтися після 1917 року. Втім, істотного збільшення українська громада зазнала у 1920-х роках, що пов'язано зі знищенням більшовиками українських державних формувань на далекому Сході колишньої Російської імперії, а також утисками китайських мілітаристів української спільноти в Маньчжурії.
Протягом 1930-х років українці Шанхая зуміли зорганізуватися, заснували власні клуб, церкву, школу, було створено періодичні друковані видання. У цей же час з активістами громади встановили зв'язок представники Організації українських націоналістів. Прихід до Шанхая японців істотно не позначився на стані української громади, оскільки її не було сприйнято як ворожу на відміну від інших європейських громад (окрім також німецької).
Діяльність українців у Шанхаї тривала до 1942—1943 років. Потім почалося згортання, що пов'язано з громадянською війною в країні. З поразкою Чан Кайши та Гоміньдана чимало українців емігрували спочатку до Тайваню, звідти до Австралії, Латинської Америки, США та Канади. В результаті до 1948 року українська громада фактично перестала існувати в Шанхаї.
Поява нової української діаспори в місті почалося після здобуття Україною незалежності у 1991 році. З кінця 1990-х років сюди стали переїздити переважно українські студенти. Згодом до Шанхая прибували підприємці, менеджери, різні фахівці, що стали працювати у китайських та міжнародних компаніях. Певну частку становлять українські бізнесмени.
Станом на 2016 рік на консульському обліку в Посольстві України в КНР у Шанхаї перебувало 300 українців, хоча за неофіційними підрахунками їх — 700. Громада складається переважно з молоді.

## Організації
У 1930-х було створено Українську асоціацію Шанхаю (УАШ). Саме вона координувала заклади та загальну діяльність української спільноти до 1948 року. Основні зусилля було спрямовано на збереження культурних традицій, захист прав українців.
Навіть після встановлення дипломатичних стосунків між Україною та КНР, зростання українців в Шанхаї, громадське життя ледь жевріло. були відсутні будь-які організації. Деяку діяльність з об'єднання українців здійснювало Генеральне консульство України в Шанхаї.
2013 року Міжнародною громадською організацією «Культурно-дослідницький центр України та Китаю "Ланьхва"», що базується у Львові за підтримці Шанхайська компанія «Їнлун» та Генерального консульства України було відкрито Український культурний центр, що став першим таким у КНР. Його завдання стало проведення різноманітних культурних заходів (виставок та фестивалів, музичних концертів), покази модельних колекцій українських дизайнерів, презентації, бізнес-семінари, симпозіуми та круглі столи.
У 2014 році відбулося відновлення УАШ. Її співзасновниками стали Сергій Лесняк та Олексій Москаленко. Все розпочалось з зустрічей-барбекю. Асоціацію розглядали як культурну та інтелектуальну платформу для комунікації, підтримки та налагодження співпраці серед українців в Шанхаї. У рамках УАШ функціонує кіноклуб і бізнес-клуб. На зборах кіноклубу учасники дивляться і обговорюють різноманітні фільми, для майстер-класів у бізнес-клубі запрошуються лектори. Члени Асоціації збираються щомісяця.
З 2014 року в Шанхаї діє відділення Асоціації українських студентів та випускників китайських університетів. Його очолює Яна Крошка.
До 202-ї річниці з дня народження Тараса Шевченка українська громада в Шанхаї продекламувала вірш «Садок вишневий коло хати» у перекладі китайською мовою.

## Засоби інформації
У Шанхаї з'явилися такі друковані видання, як «Шанхайська Громада» у 1937 р., «The Call of Ukraine», що видавався з липня 1941 року по 6 грудня 1942 року англійською мовою, «Український голос на Далекому Сході» з 1 січня 1941 року по 8 липня 1944 року, «Вісник української національної колонії», що виходив друком з 1 вересня 1942 року. «The Call of the Ukraine» — англомовне неперіодичне видання в Шанхаї. З'являлося з липня до грудня 1942; всього вийшло 7 випусків. Редактори: спочатку — С. Василіїв, потім — І. Світ. Також у 1930—1940-х роках українці мали свої радіопрограми.
Нині у співпраці з Львівською бізнес-школою на постійній основі видається два журнали: «Бізнес Сходу» і «Шанхай Борщ». У доробку українців Шанхаю вже п'ять випусків журналу «Шанхай Борщ» (редактор Оксана Лесняк), а «Бізнес сходу» — перший бізнес-вісник Азійсько-Тихоокеанського регіону.
В інтернет-мережі створено спільноту Facebook «Українська Асоціація Шанхаю».